# Sturm (2009)
Sturm ist ein deutsch-dänisch-niederländischer Spielfilm aus dem Jahr 2009. Die Uraufführung des Dramas fand im Rahmen der 59. Internationalen Filmfestspiele von Berlin am 7. Februar 2009 statt.

## Handlung
Ex-General Goran Đurić, Spitzenkandidat der bosnischen Serben, wird unter dem dringenden Verdacht von Kriegsverbrechen in Bosnien verhaftet und sitzt daraufhin drei Jahre in Untersuchungshaft beim Internationalen Strafgerichtshof für das ehemalige Jugoslawien in Den Haag. Wenige Wochen vor der Verhandlung wird Staatsanwältin Hannah Maynard mit der undankbaren Aufgabe der Anklage betraut, nachdem sie mit ihrer Bewerbung um die Leitung der Anklagebehörde gegen einen bisherigen Kollegen unterlegen ist. Đurić wird allgemein als Hauptschuldiger betrachtet, die Anklage hat aber kaum konkrete Fakten gegen ihn persönlich und muss sich daher auf kleinere Einzelaktionen beschränken, an denen der Tatverdächtige beteiligt gewesen sein soll.
Alen, ein Bosniake, soll als Zeuge der Anklage aussagen, dass er Đurić bei der Leitung einer kriegsverbrecherischen Aktion gegen Frauen seines Dorfes gesehen hat. Hannah Maynard stützt sich voll auf ihn; andere unmittelbare Zeugen fehlen. Alen ist von Đurić' Verbrechen überzeugt und will ihn bestraft sehen. Er wird jedoch von der Verteidigung demontiert. Der Bus, den er zum Abtransport von Frauen auf einem Schulhof gesehen haben will, kann bei einer Testfahrt den Hof nicht erreichen, weil die Zufahrt viel zu eng ist. Es stellt sich heraus, dass der Zeuge gelogen hat und nicht am Tatort anwesend war. Die Anklage steht wieder am Beginn der Beweisführung; Maynard macht ihrem vermeintlichen Zeugen schwere Vorwürfe. Alen nimmt sich daraufhin das Leben.
Hannah Maynard vermutet, dass mehr hinter der Lüge Alens steckt, und forscht in seinem Leben nach. Am Tage seiner Beerdigung besucht sie die Familie und lernt Alens Schwester Mira kennen, die mit dem Deutschen Jan Arendt verheiratet ist, zwei Kinder hat und in Berlin lebt. Mira ist mit ihrer Familie ins Dorf gekommen, um Alens Wohnung aufzulösen. Hannah hat den Eindruck, dass Mira der Schlüssel für die Beweisführung gegen Đurić sein könnte. Mira will vorerst nicht preisgeben, ob und was sie von der Vergangenheit weiß. Sie hat ihrem Mann und ihren Kindern nie davon erzählt. Noch während sie im Dorf Alens Hinterlassenschaft sortiert, wird ihr mit einer brutalen Attacke eines ihr Unbekannten die Warnung übermittelt, sich aus allem herauszuhalten. Ihrem Sohn werden vor seiner Schule von einem Unbekannten „Geschenke“ aus Bosnien überreicht, auch sie eine Warnung an seine Mutter.
Hannah findet in Alens Brieftasche Busfahrkarten von Sarajewo in sein Heimatdorf und in einen anderen Ort. Alen hat beide Orte kurz vor seiner Aussage in Den Haag aufgesucht. Mira will nicht wissen, was Alen in diesem anderen Ort getan hat. Hannah fährt allein dorthin und findet einen großen Hotelkomplex vor. Der Generaldirektor ist nicht bereit, mit ihr über die Vergangenheit zu sprechen (er hat das früher staatseigene Hotel nach dem Krieg gekauft), zeigt Hannah Fotos, die jemand von ihr zu Überwachungszwecken angefertigt hat, und fordert sie auf, sofort zu „verschwinden“. Bevor sie in ihr Auto einsteigen kann, wirft ein Straßenarbeiter einen Pflasterstein in die Heckscheibe ihres Wagens.
Mira entschließt sich dann doch, Hannah zu sagen, was sie weiß. In Berlin spricht sie ihre Aussage auf Band: Sie wurde im Dorf von einem Soldaten vom Fahrrad gerissen und in einen Bus gezerrt, in dem auch andere Frauen abtransportiert wurden. Đurić hat die Aktion geleitet. Im Kurhotel mussten die bosnischen Frauen den Soldaten wie in einem Bordell zu Willen sein. Mira war Leidtragende und Augenzeugin der Vergewaltigungen. Frauen, die sich weigerten oder erkrankten, wurden im Keller erschossen. Auch hier war Goran Đurić befehlshabender Offizier. Eines Morgens waren die Soldaten weg, berichtet Mira ihren Weg zurück in die Freiheit.
Hannah überzeugt Mira, vor dem Kriegsverbrechertribunal in Den Haag auszusagen. In einer Zeitung der Republika Srpska wird darüber berichtet, Mira sei als „Nestbeschmutzerin“ tätig. Ein Dienstwagen des Gerichts, mit dem sie zu einer Erholungspause an den Strand gefahren wird, ist bei der Rückkehr zum Wagen beschmiert – eine neuerliche Warnung an Mira. Kurz vor der Aussage kann die Verteidigung aber durch eine verfahrenstechnische Abmachung mit dem Gericht verhindern, dass die Vergewaltigungen im Kurhotel vom Gericht thematisiert werden. Hannahs Freund Jonas Dahlberg, einer der Chefverhandler der UNO für Ex-Jugoslawien, hat dabei seine Hand im Spiel: Die Tätigkeit des Tribunals ist zeitlich und finanziell beschränkt; man möchte den Fall Đurić endlich abschließen und das Tribunal beenden. Hannahs Chef hat dem Handel zugestimmt; sie selbst kann dagegen nichts mehr tun, kündigt Jonas aber die Freundschaft auf.
Hannah muss Mira wenige Minuten vor der Verhandlung mitteilen, dass der Richter sie nicht nach den Ereignissen im Kurhotel fragen wird. Mira, die darauf wartet, sich die schrecklichen Tage öffentlich von der Seele reden zu können und damit den Schuldigen seiner Strafe zuzuführen, ist völlig entgeistert.
Im Gerichtssaal kommt es schließlich zum Eklat, als Hannah sich dem Schweigediktat des Gerichtes widersetzt und Mira dennoch fragt, ob sie Đurić nach der Busfahrt ins Hotel noch einmal gesehen hat. Nun platzt es aus Mira heraus, die den Ex-General direkt und brutal mit seinen Verbrechen konfrontiert. Die ungehorsame Zeugin wird daraufhin aus dem Saal gebracht. Đurić erhält absprachegemäß eine Strafe von drei Jahren, die durch die Untersuchungshaft verbüßt ist, und wird sofort freigelassen; seiner Beteiligung an der Wahl steht nichts mehr im Weg. Das Medienecho auf Miras Zeugenaussage sorgt jedoch dafür, dass der Bosnische Strafgerichtshof wegen der Vergewaltigungen ein Verfahren gegen Đurić ankündigt.

## Kritiken
„Ein überzeugender Politthriller mit eindrucksvollen Hauptdarstellerinnen, die ebenso wie die um Authentizität bemühte Inszenierung den politischen Fragen nach der Ahndung von Kriegsverbrechen Dringlichkeit verleihen.“

„Sturm hat seine kleineren Unebenheiten, er braucht mehr erklärende, bisweilen didaktische Dialoge, als man von Schmid gewohnt ist, aber er stolpert nie in die Falle von Gratismoral und empörtem Gutmenschentum.“

„Stark ist der Film immer da, wo er fast dokumentarisch die komplexen Prozessabläufe in Den Haag schildert, die trostlose Hotelexistenz aller Beteiligten, die mühsame Erstellung von Protokollen, den strenge Zeugenschutz im Hotel und das formalisierte Verfahren. Doch der Schluss, der kleine Sieg gegen das System, den er Hannah Maynard schenkt, ist so wünschenswert wie unrealistisch.“

## Auszeichnungen
Der Film nahm an der Berlinale 2009 teil, wo er im Wettbewerb um den Goldenen Bären vertreten war, aber unprämiert blieb. Der Goldene Bär ging an La teta asustada. Auf dem Festival wurde Sturm jedoch mit dem Amnesty International Filmpreis und dem Leserpreis der Berliner Morgenpost ausgezeichnet. Wenige Monate später erhielt Regisseur Hans-Christian Schmid den Friedenspreis des Deutschen Films zugesprochen.
Bei der Verleihung des Deutschen Filmpreises 2010 erhielt Sturm den Filmpreis in Silber sowie die Auszeichnungen in den Kategorien Filmmusik und Schnitt.